# Жюльен, Исаак
Сэр Исаак Жюльен (англ. Isaac Julien; род.1960) — британский режиссёр, сценарист и художник-инсталлятор.
Его мультиэкранные инсталляции и фотографии формируют особый поэтический и визуальный язык. Он является автором документальной драмы 1989 под названием «В поисках Лэнгстона», которая принесла Жюльену мировую популярность, в то время как его дебютный фильм «Молодые мятежники души» 1991 года получил приз Semaine de la Critique на Каннском кинофестивале.

## Биография
Исаак Жюльен родился в лондонском Ист-Энде 21 февраля 1960 года. Его родители мигрировали в Британию из Сент-Люсии: мать была медсестрой, а отец — сварщиком. Всего в семье, включая Исаака, было пятеро детей. Он посещал местные школы, а в подростковом возрасте участвовал в Four Corners Films, the Newsreel Collective, а также занимался в Лондонском театре молодёжного танца (London Youth Dance Theatre). В 1983 году, изучая изобразительное искусство и кино в Школе искусств Святого Мартина, он стал соучредителем Sankofa, кино- и видео-коллектива, посвященного развитию независимой культуры «чёрного кино». Под эгидой Декларации семинара ACTT, Санкофа финансировался, в частности, Советом Большого Лондона и Британским институтом кино.
В начале 1990-х годов работал в основном на телевидении, а также занимался производством музыкальных клипов: в этот период выпускались сериал из четырёх частей для американского телевидения The Question of Equality (1995) и музыкальный клип на песню Дез’ри «Feel So High» (1991). Позже Исаак Жюльен перешел в галерею и начал работу над различными инсталляциями, в том числе Trussed (1996); The Conservator’s Dream (1999); Vagabondia (2000); and the triple-screen version of The Long Road to Mazatlan (1999), которая была включена в шорт-лист на премию Тёрнера 2001 года. Наряду со своей работой в качестве режиссёра он занимает должность приглашенного профессора и исследовательские должности в Гарвардском университете и Голдсмитс-колледже в Лондоне.
Жюльен активно преподавал, занимая такие должности, как заведующий кафедрой глобального искусства в Университете искусств Лондона (2014—2016 годы) и профессор медиа-искусства в Staatliche Hoscschule fur Gestaltung, Карлсруэ, Германия, (2008—2016 годы). Он является лауреатом Мемориальной премии им. Джеймса Роберта Бруднера № 83 и лекций в Йельском университете (2016). Тажке он получил премию Чарльза Волластона (2017) за выдающиеся работы на Летней выставке в Королевской академии, а в 2018 году он стал Королевским академиком. Жюльен был удостоен звания командора орденом Британской империи (CBE) в честь дня рождения королевы в 2017 году.

## Инсталляции
Выполнение всех работ является обязательством исследовать политику сексуальности, мужественности и черноты через характерные удовольствия движущегося изображения. Информированный сложным многослойным идеями, его работа всегда эстетически привлекательна, а также интеллектуально и эмоционально сложна.
Персональные выставки и презентации Жюльена включают Музея современного африканского искусства Цайца (Zeitz MOCAA), Кейптаун (2017); Центр современного искусства Platform-L, Сеул (2017); Королевский музей Онтарио, Торонто (2017); Фонд Louis Vuitton, Париж (2016); Музей современного искусства в Нитерое, Рио-де-Жанейро (2016 год); Museo Universitario Arte Contemporáneo (MUAC), Мехико (2016); Музей Де Пон, Нидерланды (2015); Музей современного искусства, Нью-Йорк (2013); Художественный институт Чикаго, Чикаго (2013); Музей баса, Майами (2010); Музей Brandhorst, Мюнхен (2009); Музей современного искусства, Дублин (2005); Центр Помпиду, Париж (2005) и Moderna Museet, Стокгольм (2005). Его последняя работа «Камни против алмазов» была показана в 2015 году в рамках арт-программы Rolls-Royce на Венецианской биеннале в Арт-Базеле и Арт-Базеле в Майами-Бич.
Жюльен участвовал в Венецианской биеннале в первом павильоне диаспоры в 57-м выпуске в 2017 году с Western Union: Small Boats. Ранее он представлял «Капитал» и руководил «Das Kapital Oratorio» в 56-м издании Венецианской биеннале, куратором которого был Окви Энвезор, в 2015 году. Его работы также экспонировались на 7-й биеннале в Кванджу, Южная Корея (2008); Проспект 1, Новый Орлеан (2008); Performa 07, Нью-Йорк (2007) и в документе 11, Кассель (2002).
Работы Жюльена хранятся в коллекциях, среди которых: Тейт, Лондон; Музей современного искусства, Нью-Йорк; Центр Помпиду, Париж; Музей Соломона Р. Гуггенхайма, Нью-Йорк; Музей и Сад скульптур Хиршхорна, Вашингтон, округ Колумбия; Художественная галерея Олбрайт-Нокс, Буффало, Нью-Йорк; Фонд Louis Vuitton, Париж; Фонд LUMA, Арль; Коллекция Крамлича; Музей современного искусства Цейца (Zeitz MOCAA), Кейптаун.
В 2016 году коллекция Towner Art Gallery (Истборн, Великобритания) приобрела инсталляцию «Десять тысяч волн» (2010) в рамках программы Фонда «Движущиеся изображения». Десять тысяч волн — всемирно известная работа по установке нескольких экранов, премьера которой состоялась на Сиднейской биеннале 2010 года, и в дальнейшем она была широко представлена — на Platform-L в Сеуле (2017) и Fondation Louis Vuitton в Париже (2016), а также в Музее современного искусства Нью-Йорка в 2013 году, с которым он также опубликовал всесторонний монографический обзор своей жизни и творчества под названием «Бунт». Выставка «Десять тысяч волн» Исаака Жюльена была задумана в сотрудничестве с известными фигурами арт-сцены, работа даёт отсылки к китайской культуре, например, к каллиграфии и кинематографу 1930-х годов. Эта полифоническая инсталляция сплетает воедино рассказы китайских рабочих с легендой о богине Мацзу в исполнении звезды китайского кино Мэгги Чун.

## Работа вкинокартинах
В качестве режиссёра:
- В поисках Лэнгстона (1989)
- Peter Gabriel & Youssou N’Dour: Shaking the Tree (видео, 1990)
- Молодые блюзовые бунтари (1991)
- The Attendant (1993)
- The Darker Side of Black (1994)
- Frantz Fanon: Black Skin, White Mask (1995)
- Хулиганский кинематограф (ТВ, 2002)
- Baltimore (2003)
- Питер Гэбриел: Игра (видео, 2004)
- Дерек (2008)
- Better Life (2010)
- Playtime (2013)
- Ghost of Lina Bo Bardi (2019)

В качестве сценариста:
- В поисках Лэнгстона (1989)
- Молодые блюзовые бунтари (1991)
- The Darker Side of Black (1994)
- Frantz Fanon: Black Skin, White Mask (1995)
- Better Life (2010)

В качестве исполнительного продюсера:
- Дерек (2008)

В качестве актёра:
- Последние новости фестиваля (сериал, 2008)
- Дерек (2008)[6]